# Эр (река, Великобритания)
Эр (англ. Aire) — крупнейшая река в Йоркшире, Англия. Длина — 114 км.
Берёт начало вблизи деревни Малхам, в районе Крейвен Северного Йоркшира. Устье при впадении в реку Уз вблизи деревни Эрмин в трёх километрах к северо-западу от Гула, Ист-Райдинг-оф-Йоркшир. Река является частью водной системы канала Эр-Колдер. Одна из самых длинных рек Великобритании.
Долина реки Эр является родиной одной из лучших универсальных пород собак — эрдельтерьеров (англ. airedale terrier, от названия реки Aire — Эр или Эйр, и dale — долина).
На северном берегу реки Эр находятся руины Киркстальского аббатства.